# Skabelsen (nordisk mytologi)
 For alternative betydninger, se Skabelsen. (Se også artikler, som begynder med Skabelsen)
Skabelsen i den nordiske mytologi baseret på Snorri Sturluson's Edda:
I urtidsdagene – før der endnu var nogen jord eller nogen himmel – fandtes et enormt svælg midt i verden, som hed ginnungagap. Mod nord var det kolde Niflheim og mod syd det brændende varme Muspelheim med Surt som hersker – Surt som til Ragnarok skal få Bifrost til at bryde sammen og sætte verden i flammer.
Der skete så det, at varmen fra Muspelheim smeltede noget af isen i Niflheim og i midten, i ginnungagap dannedes levende dråber, som tog menneskelig skikkelse; således blev urjætten Ymer til. Fra Ymers sved fra hans højre armhule voksede der en mand og en kvinde frem – hans højre fod avlede en søn med hans venstre, og fra dem kom en så rig yngel, at verden snart var fyldt med grumme jætter.
Dråberne fra Niflheim faldt stadig og heraf dannedes urkoen Audhumla af hvis yver Ymer diede. Koen slikkede på sin saltsten (hvor den kommer fra vides ikke) og i løbet af tre dage voksede en mand frem – han kaldtes Buri. Han fik sønnen Borr, som med jættekvinden Bestla fik Odin, Vile og Ve, som var de tre første aser. Da guderne voksede og blev bevidste om deres kræfter, besluttede de at dræbe Ymer. Alt hans æt undtagen Bergelmer og hans kvinde druknede i blodsstrømmen som stod fra ham i mange dage, og det er fra dem at al nuværende jætteæt stammer. 
Guderne tog da Ymers lig og kastede det i ginnungagap – og af det formede de jorden. Blodet blev til verdenshavene, kødet til jord og muld, knoglerne til alverden bjerge og fjelde, håret til skovene, tænderne til sandet og hjerneskallen hævede de op som himmelhvælvingen. Herefter satte de dværgene Nordre, Søndre, Østre og Vestre til at holde hvert deres hjørne af denne skal. Gløder fra Muspelheim kastede de op og gjorde til stjerner. De mest glødende stykker fra Muspelheim fik særlige opgaver – det var sol og måne.. (Der er også en version hvor sol og måne er døtre af Mundilfare.. – ved Ragnarok bliver Sol ædt af ulven Skoll mens måne bliver ædt af Hate – deres døtre er dog klar til at fortsætte når verden genopstår). 
Yderst i denne verden gjorde de plads til jætterne og kaldte det Jotunheim, men i midten helligede de et område og omgærdede det med Ymers øjenvipper og kaldte det Midgård.
En dag da Odin, Vile og Ve kom gående på stranden, fik de øje på to træstammer og besluttede at se hvem af dem der var den bedste til runetrolddom. Odin formede dem som mennesker og bragte dem liv, Vile gav dem deres førlighed og Ve gav dem deres sanser. Den første mand hed Ask og kvinden hed Embla, og det er fra dem at menneskenes æt stammer.
Da dette var gjort opbyggede guderne deres eget hjem – Asgård og plantede verdenstræet Yggdrasil.